# Regenroman
Regenroman von Karen Duve erschien 1999. Er wurde in mehrere Sprachen übersetzt. 

## Inhalt
Im Zentrum der Handlung stehen Martina, eine schöne junge Frau, und ihr Mann Leon, ein wenig begabter Möchte-gern-Schriftsteller. Leon verpflichtet sich, die Biographie eines Gangsters nach dessen Vorgaben zu schreiben. Den Vorschuss für seine Auftragsarbeit benutzen die beiden, um aus Hamburg in ein baufälliges Haus auf dem Mecklenburger platten Land zu ziehen. Besonders Leon erwartet von der ihm nicht sehr vertrauten ländlichen Umgebung schriftstellerische Inspiration. Martina hat keine erkennbaren Pläne, sie folgt ihrem Mann.
Es regnet von Beginn an und wird im Verlauf dieser Erzählung nicht aufhören. In dem verkommenen Garten versickert das Wasser bald nicht mehr und Gräben müssen gegraben werden. Eine veritable Nacktschneckenplage ergießt sich über alles. Der Schneckenmenge kann man sich trotz großer Anstrengungen nicht erwehren. Im Haus geht das eine nach dem anderen kaputt. Leon meint, er müsse die Handwerksarbeiten selber erledigen. Dazu ist er allerdings nicht in der Lage, er verschlimmert den Zustand des Verfalls und liegt bald selbst mit starken Rückenschmerzen unbeweglich, aber stöhnend, auf dem Wohnzimmersofa. 
Die mysteriösen nächsten Nachbarinnen Kay und Isadora, zwei Schwestern, wohnen in einiger Entfernung. Die eine Schwester bemüht sich um Leons Gesundheitszustand, die andere engagiert sich stärker in dem Hund, der der Familie zugelaufen ist und dem seitdem Martinas ganze Fürsorge und Liebe gilt. So sind auch beide Schwestern in jeweils einen Ehepartner mehr oder weniger verliebt. 
Leons Auftraggeber drängt ihn, mit dem Schreiben der Biographie weiterzukommen und sie erfolgreich zu beenden. Um auf Leon Druck auszuüben, besucht er zusammen mit einem Freund aus derselben Branche das junge Ehepaar auf dem Land. Bei diesem Besuch wird Martina von einem der Männer auf bestialische Weise vergewaltigt, eine Szene, die mit gewisser Genauigkeit geschildert wird. Gleichzeitig wird Leon verprügelt. Da tauchen die Schwestern als Racheengel auf. Die zwei Gangster werden umgebracht, die Leichen unter Mithilfe von Martina beseitigt. 
Martina verlässt Leon, der dem Wahnsinn anheimfällt. Das Haus bricht zusammen, Leon verirrt sich ins Moor und versinkt.

## Lesarten
Die detailliert erzählte Geschichte mutet an der Oberfläche an wie ein beliebiger Thriller oder Kriminalroman, wenn auch das Geschehen hauptsächlich in einem rechtsfreien Raum abläuft. Das dekonstruierte Lesen offenbart allerdings mehrere weitere Lesarten. Die offensichtliche Gewaltausübung, die aufgefundenen Moorleichen, toten Hunde, ekelerregenden Abscheulichkeiten aller Art können bei textnahem Lesen die Untertexte nicht überdecken. Außer intertextuellen Bezügen auf die Bibel, so der Name des zugelaufenen Hundes Noah und die Zehn Plagen des Alten Testaments, finden sich Hinweise auf die amerikanische Soziolinguistin Deborah Tannen, deren Buch Du kannst mich einfach nicht verstehen. Warum Männer und Frauen aneinander vorbeireden auf dem Rücksitz von Leons und Martinas Auto liegt. Martina selbst heißt eigentlich Roswitha, ein Name, der ihrem Mann Leon nicht gefällt, der aber auch der Name der als erster deutscher Dichterin geltenden Hrotsvit war.

## Kritiken
- Astrid Bischof: Karen Duve: Regenroman. Frankfurt am Main 1999. Abgerufen am 12. Februar 2017.
- Thomas Bollwerk: Die Frau, das Moor, der Tod. Karen Duves „Regenroman“ kennt kein Erbarmen, nur Gerechtigkeit. In: literaturkritik.de. 1. Juni 2000.
- Peter Graves: Replanting the garden of the North. In: Times Literary Supplement, 8. Oktober 1999, Nr. 5036, S. 7–8.
- Florian Illies: Landauf, landunter. Durchnässendes Humorbestreben: Karen Duves „Regenroman“. Frankfurter Allgemeine Zeitung, 29. April 1999, abgerufen am 12. Februar 2017.